# 克羅萊克鎮區 (明尼蘇達州斯特恩斯縣)
克羅萊克鎮區（英語：Crow Lake Township）是位於美國明尼蘇達州斯特恩斯縣的一個行政鎮區。

## 地方資料
克羅萊克鎮區的面積為90.67平方千米，當中陸地面積為86.98平方千米，而水域面積為3.69平方千米。根據2020年美國人口普查的數據，當地共有人口350人，而人口密度為每平方千米3.86人。